# Rudnik Smrčevice
Rudnik Smrčevica je rudnik kvarcita u Smrčevicama kod Uskoplja.
Utemeljen je 1982. godine. Temeljna poslovna zadaća radi koje je osnovan bila je opskrbljivati kvarcitnom rudom, strateškom mineralnom sirovinom, tvornicu ferosilicija u Jajcu. Imovina rudnika uništena je početkom 1990-ih. Godine 1997. poslije rata obnovljena je proizvodnja i isporuka rude za kupce, a privatiziran je 1999. Kvarcit se eksploatira s lokaliteta Gradac i Obodinski potok-Gromilica. Odlagalište rude se nalazi u dolini Desnoj.
Rudnikom upravlja PTD Smrčevice koje je 2018. godine imalo četvero zaposlenih i prihode od 412.297 KM.